# Bandyligan 1991/1992
Bandyligan 1991/1992 spelades som dubbelserie följd av slutspel, under det nya namnet Bandyligan.

## Grundserien
| Lag                    | Spelade | Vinster | Oavgjorda | Förluster | Målskillnad | Poäng |
| ---------------------- | ------- | ------- | --------- | --------- | ----------- | ----- |
| Botnia-69, Helsingfors | 18      | 15      | 2         | 1         | 153-57      | 32    |
| OLS                    | 18      | 13      | 2         | 3         | 144-70      | 28    |
| Warkauden Pallo -35    | 18      | 11      | 3         | 4         | 97-56       | 25    |
| Lappeenrannan Veiterä  | 18      | 12      | 0         | 6         | 123-106     | 24    |
| IFK Helsingfors        | 18      | 11      | 1         | 6         | 125-66      | 23    |
| Porvoon Akilles        | 18      | 6       | 1         | 11        | 83-106      | 13    |
| Veitsiluodon Vastus    | 18      | 5       | 3         | 10        | 75-111      | 13    |
| Porin Narukerä         | 18      | 5       | 0         | 13        | 73-112      | 10    |
| OPS                    | 18      | 3       | 2         | 13        | 65-109      | 8     |
| Mikkelin Kampparit     | 18      | 2       | 0         | 16        | 58-203      | 4     |

Lag 1-4 till slutspel. Kampparit åkte ur serien, OPS kvar efter kvalspel. Nykomling blev ToPV.

## Semifinaler
| Lag 1                 | Resultat | Lag 2     | Match 1 | Match 2 |
| --------------------- | -------- | --------- | ------- | ------- |
| Lappeenrannan Veiterä | 3-6      | Botnia-69 | 0-2     | 3-4     |
| Warkauden Pallo -35   | 8–6      | OLS       | 7-3     | 1-3     |

## Final
| Lag 1               | Resultat | Lag 2     | Match 1 | Match 2 |
| ------------------- | -------- | --------- | ------- | ------- |
| Warkauden Pallo -35 | 5-13     | Botnia-69 | 3-4     | 2-9     |

## Slutställning
| Placering | Lag                   |
| --------- | --------------------- |
| 1.        | Botnia-69             |
| 2.        | Warkauden Pallo -35   |
| 3.        | OLS                   |
| 4.        | Lappeenrannan Veiterä |

## Finska mästarna
Botnia: Petri Isonen, Pasi Inoranta; Ari Kukkonen, Jari Hattunen, Pekka Kurki, Jukka Korhonen, Esko Tammilehto; Per-Erik Wicklund, Jan Kåhre, Olli Manninen, Esa Määttä, Esko Korhonen; Jaakko Hyttinen, Juha Snellman, Jukka Salmivaara, Antti Koskelo. Tränare: Antti Parviainen, Pekka Liikanen.

## Skytteligan
| Placering | Spelare           | Lag     | Mål |
| --------- | ----------------- | ------- | --- |
| 1.        | Samuli Niskanen   | OLS     | 50  |
| 2.        | Harri Kauhanen    | WP-35   | 46  |
| 3.        | Sergei Maksimenko | Veiterä | 38  |
| 4.        | Tuukka Tieksola   | OLS     | 34  |
| 5.        | Esko Korhonen     | Botnia  | 29  |

Poängkung blev Samuli Niskanen med 62 poäng.

### Fotnoter
1. ↑  ”Maalikuningas ja pistepörssin voittaja kautta aikojen” (på finska) (Rich Text Format). Finlands bandyförbund. http://www.finbandy.fi/maalit%20ja%20pisteet.rtf.